# Lino (diseñador)
Lino (Madrid, 1900-ibídem 1987), de nombre Lino Martínez, fue un diseñador español de alta costura, de relevancia en los años 50.

## Biografía
Tras una infancia difícil comenzó a diseñar a sus 17 años, para varias tiendas de la capital. Tuvo un éxito considerable y para el año 1930 abrió su propia casa de Alta Costura, por ella pasaron las mujeres más elegantes de la sociedad española.

## Estilo
Respetaba la figura de la mujer, deseaba vestirla con elegancia y lujo así se configuró su estilo. Dio mucha importancia a los tejidos y a los bordados, con lo que consiguió trajes de auténtica antología y ocupaban un lugar de honor en todas sus colecciones.

## Declive
Cerró su casa en el año 1975 y se retiró.

## Galería

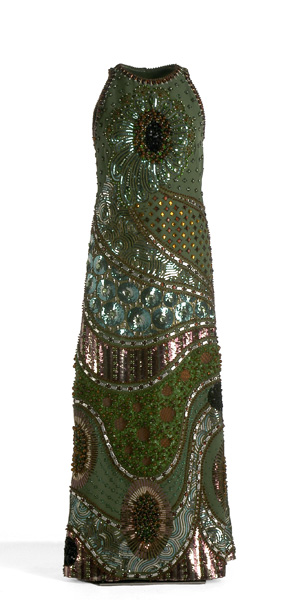
Vestido en gros de Nápoles con bordado a ganchillo, pasta vítrea, metal y plásticos, 1971 (MT089226), con el que Pitita Ridruejo consiguió el Premio a la Elegancia Europea en Italia (MT-FD061678).

## Biografía
- Alta costura: revista de la moda, Barcelona, 1943-1969
- España 50 años de Moda, Barcelona, Centro de Promoción de Diseño y Moda, 1987
- FIGUERAS, Josefina: La moda: sus secretos y su poder, Madrid, Albacore, 1997
- FIGUERAS, Josefina: Moda española: una historia de sueños y realidades, Madrid, Ediciones Internacionales Universitarias, 2003